# أليكس بيم
أليكس بيم (بالإنجليزية: Alex Beam)‏ (1954)؛ صحفي وروائي أمريكي.